# Пирог-поплавок
Пирог-поплавок (англ. pie floater) — австралийское блюдо, особенно часто встречается в Аделаиде. Состоит из мясного пирога в густом гороховом супе, обычно с добавлением томатного соуса. Считается, что блюдо было создано в 1890-х годах, пирог-поплавок приобрёл популярность как блюдо, продаваемое южно-австралийскими тележками для пирогов. В 2003 году пирог-поплавок был признан иконой наследия Южной Австралии.

## История
Гороховый суп с мясом уже давно является частью английской кулинарной истории, его упоминают в XIX веке, в том числе «гороховый ужин с пирогом» (в Йоркшире), «гороховый суп с угрём», с тушёными дамплингами или сосисками (дамплинги в супе называли «плавающими»). Возможно, они появились из тех блюд, которые полезны для кормления групп людей с ограниченным бюджетом: например, на спортивном матче или во время сбора урожая. Пирог-поплавок обычно состоит из традиционного австралийского мясного пирога, обычно плавающего, но иногда погружённого (традиционно перевёрнутым) в миску с густым гороховым супом из голубого отварного гороха. В него часто добавляют томатный соус, можно также добавить комбинацию мятного соуса, соли, перца или солодового уксуса в соответствии с личными предпочтениями.
Ранние записи в Южной Австралии утверждают, что Пирог-поплавок, по общему мнению, родился в Порт-Пири и был придуман неким Эрном «Коротышкой» Брэдли в 1890-х годах, но остаётся неизвестным, так ли это на самом деле, и как именно это произошло.

## Тележки с пирогами
Тележки с пирогами в Южной Австралии в Аделаиде существуют с 1870-х годов.
Плавающие пироги обычно покупались на улице в передвижных тележках для пирогов в качестве позднего ужина. Тележки с пирогами представляют собой трейлер, вагончик или телегу (первоначально запряжённую лошадью) с «окном» вдоль одной или обеих сторон, где покупатели сидят или (чаще) стоят, чтобы съесть свои покупки. Тележку для пирогов обычно перемещали на место во время обеда и вечером. Поскольку движение стало более загруженным и появилась потребность в парковке автомобилей на улице, у тележек появилось одно окно, выходящее на сторону пешеходной дорожки, и они перемещались на свои места после того, как дневное движение в час пик спадало. Они работали до позднего вечера или раннего утра, после чего их возвращали на дневные стоянки.
В 2003 году Южно-Австралийский национальный фонд проследил историю Пирога-поплавка, насчитывающую более 130 лет. Пирог-поплавок был признан иконой наследия Южной Австралии Национальным фондом Южной Австралии (National Trust of South Australia), хотя сейчас он доступен в очень немногих местах, среди них Café de Vilis, Enjoy Bakery на Norwood Parade, Паб Kings Head на Кинг Уильям стрит и универсальный магазин Upper Sturt. Плавающие пироги с традиционным гороховым супом или современным тыквенным супом также можно найти в пекарнях Prices Fresh.